# Sobětice (Klatovy)
Sobětice jsou vesnice, část města Klatovy ve stejnojmenném okrese v Plzeňském kraji. Nachází se tři kilometry jihovýchodně od Klatov u silnice I/22. Sobětice leží v katastrálním území Sobětice u Klatov o rozloze 3,11 km².

## Historie
První písemná zmínka o vesnici pochází z roku 1348.

## Obyvatelstvo
| Rok            | 1869 | 1880 | 1890 | 1900 | 1910 | 1921 | 1930 | 1950 | 1961 | 1970 | 1980 | 1991 | 2001 | 2011 | 2021 |
| -------------- | ---- | ---- | ---- | ---- | ---- | ---- | ---- | ---- | ---- | ---- | ---- | ---- | ---- | ---- | ---- |
| Počet obyvatel | 236  | 258  | 255  | 240  | 224  | 285  | 280  | 241  | 282  | 279  | 259  | 261  | 308  | 252  | 297  |
| Počet domů     | 31   | 31   | 32   | 32   | 33   | 34   | 40   | 47   | 59   | 53   | 52   | 64   | 69   | 70   | 78   |

## Obecní správa
Při sčítání lidu v letech 1850–1899 Sobětice byly osadou obce Luby v okrese Klatovy. V letech 1900–1963 byly samostatnou obcí v okrese Klatovy. Od roku 1964 jsou částí města Klatovy ve stejnojmenném okrese. V letech 1900–1963 k obci patřil Kosmáčov.

## Další fotografie

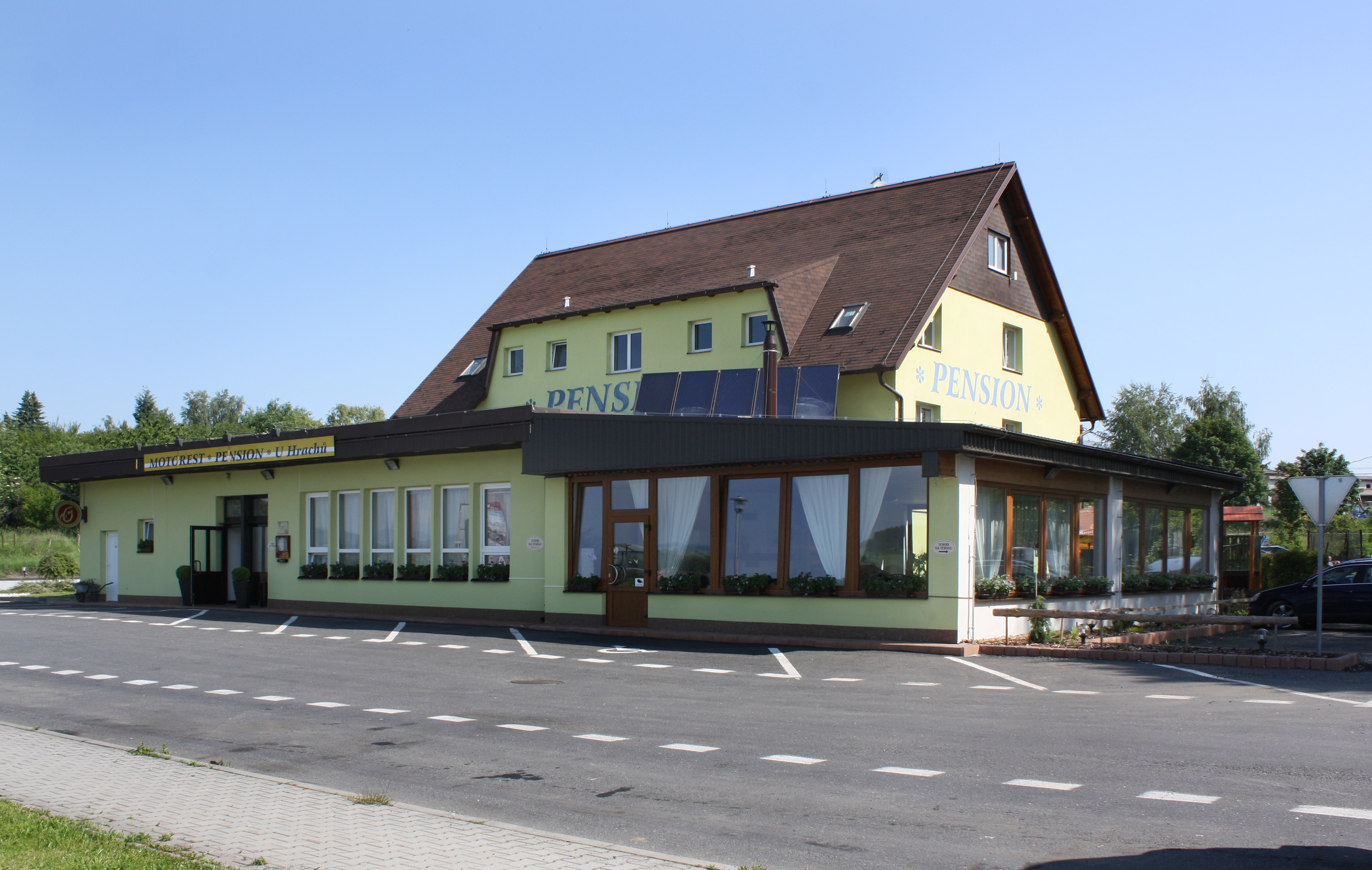
Motorest a penzion
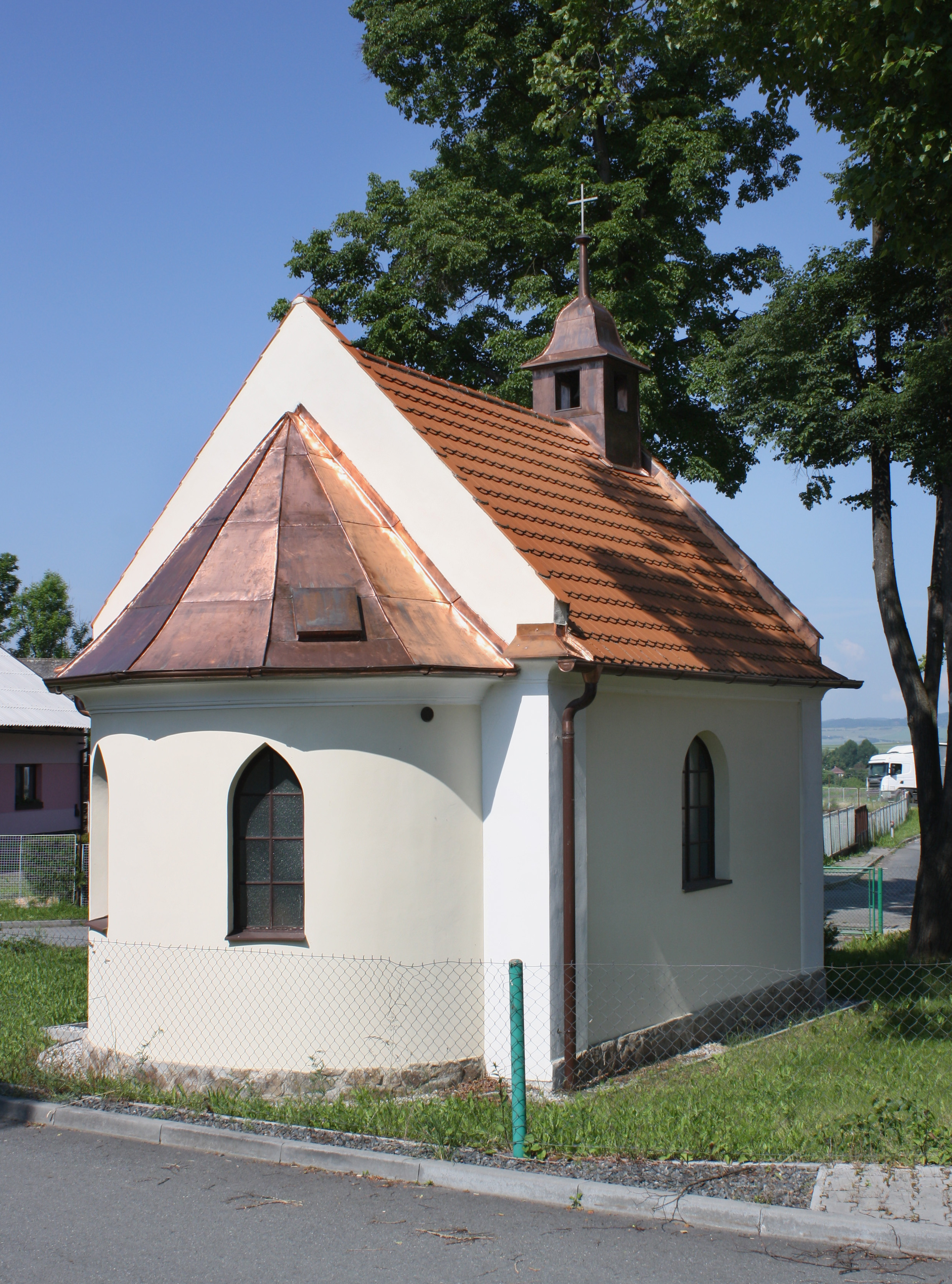
Kaplička na malé návsi
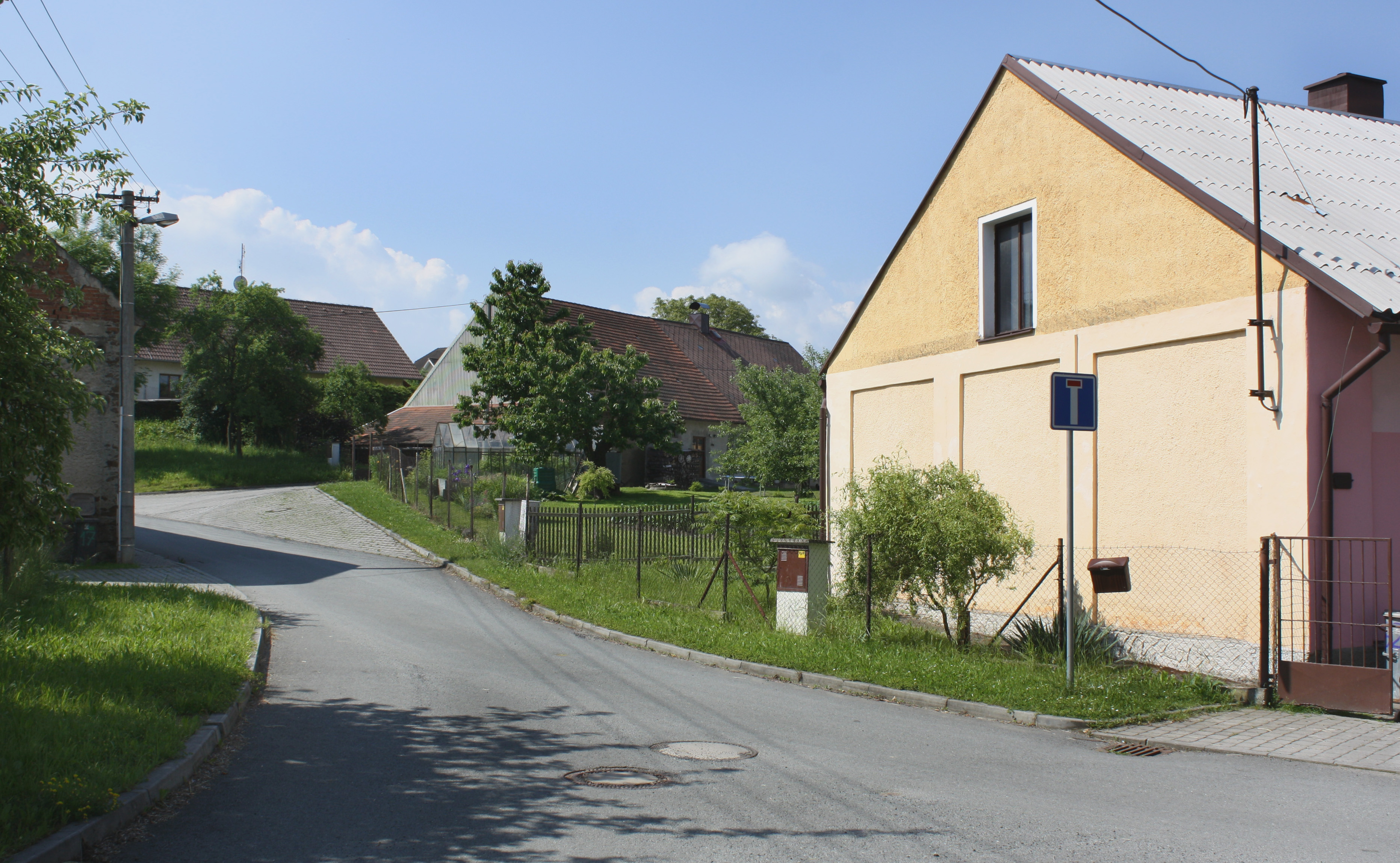
Postranní ulice